# Liste der Monuments historiques in Québriac
Die Liste der Monuments historiques in Québriac führt die Monuments historiques in der französischen Gemeinde Québriac auf.

## Liste der Bauwerke
| Bezeichnung | Beschreibung | Standort | Kennzeichnung | Schutzstatus | Datum | Bild |
| ----------- | ------------ | -------- | ------------- | ------------ | ----- | ---- |
| Schloss     | Erbaut 1827  | (Lage)   | PA35000031    | Inscrit      | 2007  |      |

## Liste der Objekte
- Monuments historiques (Objekte) in Québriac in der Base Palissy des französischen Kultusministeriums